# Molnár Gedeon
Molnár Gedeon (Nagykőrös, 1833. március 5. – Nagykőrös, 1904. szeptember 9.) földbirtokos, városi főjegyző.

## Élete
Középiskoláit helyben, a jogot Pesten végezte, ugyanitt volt joggyakornok. 1848-ban mint nemzetőr jelen volt Ozorán Roth és Philippovich fegyverletételénél; 1849-ben a honvédség közé lépett és hadnagy lett. A szabadságharc után közhivatalt nem vállalt, hanem birtokain gazdálkodott. A kiegyezés után 1867-ben szülővárosa főjegyzőjévé választotta, mely állást 1898-ig viselte. Azonban nyugalomba vonulásával sem szűnt meg városának anyagi és szellemi közügyei iránt érdeklődni és közreműködni.
Cikkei a helyi lapokban jelentek meg, így a Nagy-Kőrösben (1878. Iparügy Nagy-Kőrösön); a Nagykőrösi Ujságban (1900. Ész és szív c. a Széchenyi István gróf és Kossuth Lajos közt kifejlődött polemia); a Nagy-Kőrösi Ujságban (1901-1902. Képek a multból) sat.